# Балтийский, Иван Михайлович
Иван Михайлович Балтийский (10 сентября 1903, пос. Мучкап — 20 ноября 1943, Вышний Волочек) — советский военачальник, генерал-майор (1943). Участник Советско-финской и Великой Отечественной войн. Командующий артиллерией 43-й армии.

## Биография
Родился в 1903 году в поселке Мучкап, Тамбовской губернии. В рядах Красной Армии с 1922 года. Член ВКП(б) с 1926 года.
Военное образование подучал: в 1922—1925 годах в Тамбовской пехотной школе, в 1933—1936 годах в Военной академии РККА имени Фрунзе, в 1931—1941 годах в Академии генерального штаба.
С октября 1922 года проходил службу в 16-м артиллерийском полку 16-й стрелковой дивизии. С декабря 1936 года занимал должность помощника начальника артиллерии 66-й стрелковой дивизии.
В 1941 году получил назначение на должность начальника артиллерии 59-го стрелкового корпуса. Во время Великой Отечественной войны служил на Калининском фронте в должности начальника штаба артиллерии 43-й армии Калининского фронта, затем командующего артиллерией 43-й армии. В августе 1941 года принимал участие в Ельнинской наступательной операции. С ноября 1941 года 43 армия была включена в состав Западного фронта, и влилась в битву за Москву. В конце ноября вела бои с частями 34 пехотной и 19 танковой дивизии немцев в районе деревень Рогово, Горки, Ильино, Ольховка, Кузовлёво, позже принимала участие в контрнаступлении под Москвой.
В 1942 году участвовал в Ржевско-Вяземской наступательной операции. С ноября 1942 года армия была возвращена в расположение Клинского фронта.
Умер от ран 20 ноября 1943 года в госпитале в Калининской области. Похоронен на Воинском захоронении Вышневолоцкого водохранилища.
Воинские звания: старший лейтенант (30.12.1935); капитан (28.12.1936); майор; полковник; генерал-майор артиллерии (07.03.1943). Был женат, имел сына.

## Награды
- Орден Красной Звезды (08.10.1942).
- Орден Красного Знамени (04.06.1944 посмертно);
- Орден Отечественной войны 1-й степени (29.03.1944 посмертно);